# Natasza Zylska
Natasza Zylska, właściwie Natalia Zygelman, (ur. 13 grudnia 1933 w Wilnie, zm. 29 marca 1995 w Tel Awiwie) – polska piosenkarka, jedna z najpopularniejszych piosenkarek w Polsce w latach 50. XX wieku.

## Życiorys
Natalia Zygelman urodziła się w rodzinie żydowskiej, zamieszkałej w Wilnie. Jej ojciec Jan zaliczał się do osób zamożnych, matka – Żaneta zajmowała się domem. W Wilnie ukończyła podstawową szkołę muzyczną. Po wojnie mieszkała w Katowicach. Przez rok studiowała w Państwowej Wyższej Szkole Teatralnej w Warszawie, potem ukończyła technikum, uzyskując zawód technika górnika. Zadebiutowała w 1954 w zespole estradowym, działającym przy Wojewódzkim Domu Kultury w Katowicach. Występowała z orkiestrami tanecznymi Jerzego Haralda, Jana Cajmera, Waldemara Kazaneckiego i Zygmunta Wicharego. Występowała m.in. z Januszem Gniatkowskim.
W 1963 wyemigrowała do Izraela, gdzie początkowo występowała jako piosenkarka, a po wycofaniu się z zawodu w 1970 poświęciła się plastyce. Pochowana została prawdopodobnie na cmentarzu Kirjat Shaul w Tel Awiwie pod nazwiskiem Natalia Weisberg.

## Wybrane piosenki
- Ach, znów Fernando – (muz. Hanna Skalska, sł. Kazimierz Szemioth)
- Bajo Bongo – (muz. Heinz Gietz, słowa polskie Zbigniew Sztaba)
- Bambu-Calambu Quimbamba
- Banana – Calypso – (sł. Anna Jakowska)
- Choć wiem – (muz. Hanna Skalska, sł. Kazimierz Szemioth)
- Chociaż raz powiedz nie – (muz. Andrzej Markiewicz i Jerzy Mart, sł. Bogusław Choiński i Jan Gałkowski)
- Czekolada – (muz. Vic Mizzy, sł. Ola Obarska)
- Czy pani tańczy twista – (muz. Andrzej Markiewicz i Jerzy Mart, sł. Bogusław Choiński i Jan Gałkowski)
- Deszczowy fokstrot – (muz. Andrzej Markiewicz i Jerzy Mart, sł. Bogusław Choiński i Jan Gałkowski)
- Foxtrot deszczowy – (muz. E. Mai, sł. Bogusław Choiński i Stanisław Werner)
- Ja nie mogę tamtej drugiej znieść
- Jesienna rumba
- Jo i wiatr (A. Guziński, Tadeusz Śliwiak)
- Jutro
- Ju-bi-ju-ba
- Kakaowe mambo – (muz. Waldemar Kazanecki, sł. Anna Jakowska) razem z Januszem Gniatkowskim
- Karnawał w Rio – (muz. Waldemar Kazanecki, sł. Anna Jakowska) razem z Januszem Gniatkowskim
- Kasztany – (muz. Zbigniew Korepta, sł. Krystyna Wodnicka)
- Klementynka bawi się – (muz. Andrzej Markiewicz i Jerzy Mart, sł. Bogusław Choiński i Jan Gałkowski)
- Klipsy (muz. Hanna Skalska, sł. Kazimierz Szemioth)
- Kobieta i mężczyzna (J. Gleason, T. Śliwiak)
- Kot – (muz. Adam Markiewicz, sł. Jerzy Mart i Andrzej Tylczyński)
- Kukurydza – (muz. Hanna Skalska, sł. Kazimierz Szemioth)
- Mambo italiano
- Marianna – (muz. T. Glikyson i F. Miller, sł. R. Dehr, sł. polskie Anna Jakowska)
- Marianna ruda – (muz. Adam Markiewicz, sł. Bogusław Choiński i Jan Gałkowski)
- Mexicana – (muz. Władysław Pawelec, sł. Zbigniew Kaszkur i Zbigniew Zapert)
- Most Na Rzece Kwai – (muz. M. Arnold, sł. Leon Pasternak)
- Mój mąż łowi ryby
- Pik, pik, pik – (muz. Jan Czekalla, sł. Andrzej Tylczyński)
- Pikulina – (muz. Jan Czekalla, sł. Andrzej Tylczyński)
- Piotruś – (muz. Jan Czekalla, sł. Andrzej Tylczyński)
- Plamy na suficie
- Pożyteczna chmurka
- Skromna panienka – (muz. Bob Merrill, sł. Anna Jakowska)
- Soho-mambo – (muz. Jan Czekalla, sł. Andrzej Tylczyński)
- To brzydko Roberto
- To tylko tu (H. Gietz, J. Świąc)
- Trzy kurki – (muz. Bill Haley, sł. Anna Jakowska)
- Ulubiony Dixieland – (muz. Waldemar Kazanecki, sł. Anna Jakowska)
- Wieczory Moskiewskie – (muz. i sł. Wasilij Sołowiow-Siedoj) razem z Januszem Gniatkowskim
- W labiryncie ludzkich spraw
- Za szybą mgły – (muz. Waldemar Kazanecki, sł. Anna Jakowska)